# Catignano
Catignano est une commune de la province de Pescara, dans les Abruzzes, en Italie.

## Histoire
- Zone archéologique de Catignano (Ve siècle av. J.-C.).

## Administration
| Période                                  | Période  | Identité            | Étiquette | Qualité |
| ---------------------------------------- | -------- | ------------------- | --------- | ------- |
| 14 juin 2004                             | En cours | Francesco Lattanzio |           |         |
| Les données manquantes sont à compléter. |          |                     |           |         |

### Hameaux
- Contrade : Cappuccini, Decontra, Micarone, Paludi, Sterpara, Varano.

### Communes limitrophes
Civitaquana, Cugnoli, Loreto Aprutino, Nocciano, Pianella.